# Zespół przyrodniczo-krajobrazowy „Źródła Kłodnicy”
Zespół przyrodniczo-krajobrazowy „Źródła Kłodnicy” – zespół przyrodniczo-krajobrazowy znajdujący się w południowej części miasta Katowice (granica dzielnic: Giszowiec i Piotrowice-Ochojec), na terenie Lasów Murckowskich, u źródeł rzeki Kłodnicy.
Czysta woda rzeki w jej górnym biegu stwarza możliwości egzystencji wielu rzadkim gatunkom roślin i zwierząt. Teren źródliskowy porasta las łęgowy z dobrze zachowanym drzewostanem, np. studwudziestoletnie olchy czarne (Alnus glutinosa). U źródeł Kłodnicy spotyka się też czosnek niedźwiedzi Alium ursinum, ciemiężycę zieloną Veratrum album ssp. lobelianum, wawrzynka wilczełyko Daphne mezereum, kopytnika pospolitego Asarum europaeum, kruszynę pospolitą Frangula alnus, kalinę koralową Viburnum opulus. Inne ciekawe rośliny tego zespołu przyrodniczo-krajobrazowego to: zimowit jesienny Colchicum autumnale, gajowiec żółty Lamiastrum galeobdolon, czworolist pospolity Paris quadrifolia, kokoryczka wielokwiatowa Polygonatum multiflorum, szczyr trwały Mercurialis perennis, prosownica rozpierzchła Milium effusum, skrzyp leśny Equisetum sylvaticum, nerecznica krótkoostna Dryopteris carthusiana, nerecznica samcza Dryopteris filix-mas, wietlica samicza Athyrium filix-femina, orlica Pteridium aquilinum i trzmielina zwyczajna Euonymus europaea.
Źródła Kłodnicy są również miejscem rozrodu: ropuchy szarej, żaby trawnej, traszki zwyczajnej i rzekotki drzewnej. Występują tu też liczne ptaki, ryjówki i jeże.
Na terenie zespołu przyrodniczo-krajobrazowego znajduje się niewielka kaplica dedykowana św. Hubertowi – patronowi polowań, a także wieża ciśnień. W  pobliżu – ale poza granicami zespołu – stoi krzyż z pomnikiem. Na pomniku widnieje napis: "Znak, któremu sprzeciwiać się będą. Łk 2. 34. Śladem naszych przodków podnosimy ten znak, aby po wieczne czasy przypominał, pocieszał i umacniał jak Chrystus. A.D. 1979".